# Walter Weber (Politiker, 1886)
Walter Weber (* 13. Oktober 1886 in Frankfurt am Main; † 25. Mai 1966) war ein deutscher Politiker (parteilos). Er war vom 7. Juni 1920 bis 28. Februar 1934 Bürgermeister von Oberlahnstein sowie von 1945 bis Juni 1946 Landrat des Main-Taunus-Kreises.

## Leben
Weber war Magistratsassessor aus Höchst am Main. 1920 wurde er Bürgermeister von Oberlahnstein. Er galt als vorausschauender, umsichtiger Politiker, der in finanziell schwierigen Zeiten nach dem Ersten Weltkrieg den Wohnungsbau förderte und sich für die Lahnkanalisierung einsetzte. Aufgrund seiner Politik sahen ihn die Nationalsozialisten als Gegner an und stimmten bei seiner Wiederwahl 1932 gegen ihn. Nach der Machtergreifung wurde Weber von den Nationalsozialisten unter anderem vorgeworfen, dass er im Jahr 1932 der KPD genehmigt habe, dass sie ein Transparent, auf dem Adolf Hitler „in schändlichster Weise dargestellt war, durch die Straßen tragen durfte“. Zudem habe Weber „eine fanatisch katholische Lehrerin als Rektorin  einer Volksschule in Oberlahnstein eingesetzt [...] und sogar den Ratsherren unrichtige Angaben gemacht, um seinen Schützling in diese Stellung zu bringen.“ In Anwendung des Gesetzes zur Wiederherstellung des Berufsbeamtentums versetzte ihn der Regierungspräsident in Wiesbaden am 15. November 1933 auf Weisung des preußischen Innenministers in den Ruhestand.
Nach seiner Zwangspensionierung lebte Weber in Hofheim am Taunus und wurde bis 1945 von den Nationalsozialisten überwacht. Unmittelbar nach dem Zweiten Weltkrieg wurde er 1945 von der amerikanischen Besatzungsmacht als Landrat des Main-Taunus-Kreises eingesetzt. Bereits im Juni 1946 legte er das Amt aus gesundheitlichen Gründen nieder. 1962 wurde Weber zum Ehrenbürger von Oberlahnstein ernannt. Im darauffolgenden Jahr wurde in Oberlahnstein die Dr.-Weber-Straße nach ihm benannt.
Er war Mitglied der katholischen Studentenverbindungen KDStV Hohenstaufen Freiburg im Breisgau und KDStV Langobardia München.
Am 25. Mai 1966 verstarb Weber nach langer Krankheit.